# شبص
الشبص (الاسم العلمي: Dicentrarchus)، جنس أسماك بحرية من فصيلة القاروصيات. أعطانها الأصلية في شرق المحيط الأطلسي والبحر الأبيض المتوسط. ويضم الجنس حاليًا نوعان فقط.

## أنواع
حاليا، يوجد نوعين لهذا الجنس من الأسماك: 
| صورة | الإسم العلمي                                      | الإسم      | نطاق تواجده                                                                                        |
| ---- | ------------------------------------------------- | ---------- | -------------------------------------------------------------------------------------------------- |
|      | Dicentrarchus labrax ( لينيوس، 1758)              | شبص أوروبي | شرق المحيط الأطلسي (من النرويج للسنغال)، البحر الأبيض المتوسط، البحر الأسود                        |
|      | Dicentrarchus punctatus (ماركوس إليسر بلوخ, 1792) | شبص مرقط   | السواحل في شرق المحيط الإطلسي من القناة الإنجليزية لجزر الكناري والسنغال، وفي البحر الأبيض المتوسط |